# Володары (каменоломни)

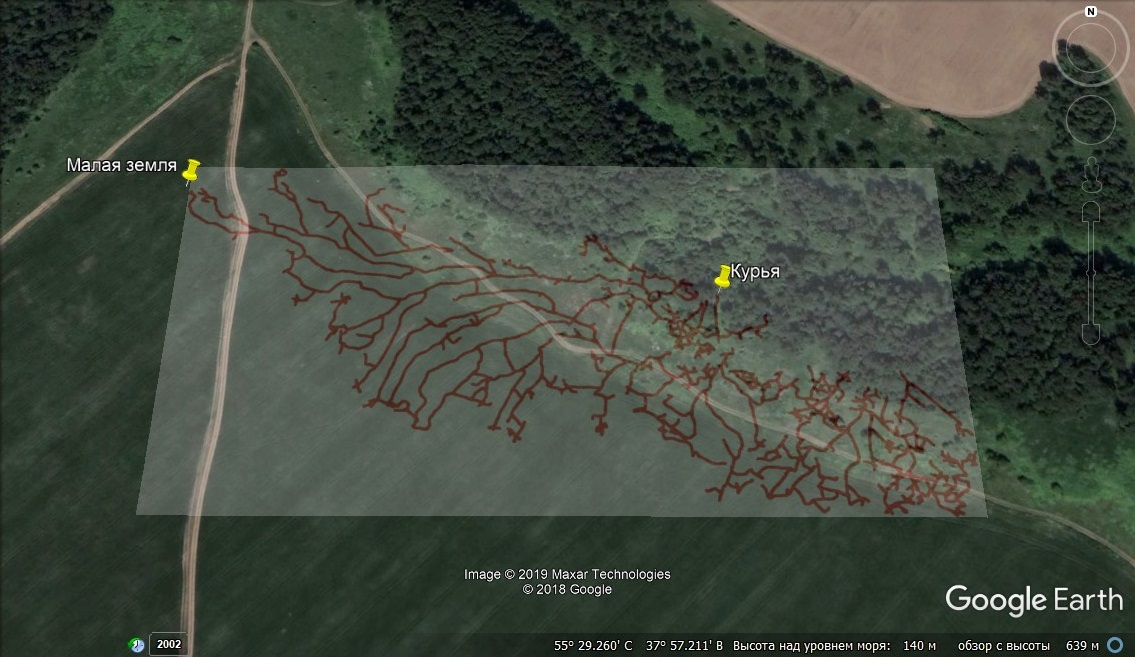
Схема Володар, наложенная на космоснимок Константиновского оврага

Володары, Володарка, Курья (каменоломни Константиновского оврага) — подмосковная система искусственных пещер-каменоломен. Здесь добывался известняк для строительства «белокаменной» Москвы. Находится вблизи поселка им. Володарского (Московская область) в бортах Константиновского оврага. По некоторым данным исторический вход в Курью оставался открытым до 1967 г., при этом основной объем каменоломни был перекрыт забутовкой. Нынешний вход (единственный для трех соединенных  систем) был раскопан в 1976 году. Он представляет из себя обсаженный бревнами сруб-колодец глубиной около 6 м., переходящий в узкий горизонтальный лаз. Длина ходов по топосъемке спелеоклуба "13 мм" 5499,7 м.

## Общие сведения
Каменоломня Володары большей частью находится в склонах Константиновского оврага (назван по близлежащему селу Константиново Раменского городского округа; другое название — «овраг Дедина»), который образует ручей Олешенка (с устьем на правом берегу Пахры между деревнями Большая и Малая Володарка).
Собственно Володары представляют собой три сообщающиеся системы каменоломен: «Курья», «Лукоморье» и «Тавровая», каждая из которых разрабатывалась из своего входа. Ныне они соединены сбойками. Все три названия не исторические, возникли в 1970-80-х гг. Например, название "Курья" связано с эпизодом, когда в овраг в качестве помойки вывалили машину дохлых кур.
Наиболее известна первая система — «Курья». Она является легко проходимой системой и поэтому достаточно популярной. В этой системе  много гротов, приспособленных под стоянки. В систему существует один вход.
Вторая система — «Лукоморье» — находится рядом с Курьей. Есть два прохода из Курьей в Лукоморье.
Третья система — «Тавровая» — наименьшая из всех. Соединена с Лукоморьем тремя сбойками. Полностью обойти систему можно примерно за 20 минут. Наибольший интерес представляет «Музей», «Микитавр», грот «Гусь-Хрустальный».
Поблизости, в том же Константиновском овраге находится еще несколько отдельных каменоломен — от устья её правого притока Жданки выше по течению до окрестностей деревни Жуково ниже по течению. Наиболее известны Орехи, Ежевичка.

## Физические показатели
- Температура: 7-10 °C
- Относительная влажность: более 80 %

Данные показатели являются постоянными и не меняются в зависимости от погоды или времени года.
- Основные породы — известняк мячковского горизонта (Московский ярус среднего отдела каменноугольной системы).
- Примерная глубина залегания: 10 метров

## Неполный список достопримечательностей
- Грот Микитавр — самый большой  и высокий грот в системе, находится в Тавровой части. Имеет примерно 5 метров в высоту.
- Куполовье место — забавные глиняные скульптуры, находится не далеко от грота Микитавр.
- Девочка с цветком — картина написанная на стене около Грота Тупик Четырёх.
- Чучело — чучело, одетое в синюю спецодежду, в Курьей.
- Музей(Heavy Metal) — грот-музей со всякого рода железяками.
- Грот Гусь-Хрустальный — грот. Любопытен тем, что путь до него представляет собой длинную «щуку» (ползун) по глине с несколькими ответвлениями.
- Кит, Малая Земля, Смерть кошкам, Солдат, Верблюдка, Золотая Осень, Платоновщина, Палаты - популярные стояночные гроты.

## История вскрышных работ в новейшее время
Активная разработка каменоломен Константиновского оврага велась в XIX в, особенно интенсивно с середины века, постепенно затухая к началу XX в. Отдельные каменоломни эпизодически разрабатывались вплоть до 1930-х гг. (устное сообщение местного жителя И.А. Бугрова (2002 г) , подростком, в начале 30-х гг. работавшего со своим отцом в одной из каменоломен). К концу 1960-х гг. все входы времен разработки исчезли: обвалились, были затянуты паводковыми наносами, закиданы помойкой. Среди групп энтузиастов первой здесь начала копать группа из Ждановского турклуба  Ей, по-видимому, принадлежит заслуга первого вскрытия пещеры Курья (Володарская-3) в 1976 году.  Вскоре этот вход был перекрыт оползнем. 26.11.1978 группа в составе: Петр Николаев (Крот), Е. Симкин (Мики), А. Платонов, С. Опейкин (Бен) и А. Селезнев (Клякса) снова раскопали вход и проникли в привходовой колонный зал. Первоначально эта команда попытались прокопаться из него влево, а затем, 3.12.1978, разобрала тонкую ровную кладку в правой стене зала и вышла в центральный штрек, открыв основной объем пещеры. В первых числах января 1979 года были вскрыты два участка - 40 метров с левой стороны штрека к гроту Дюймовочка, и 220 метров - за правой стеной Центрального штрека. В ноябре-декабре 1981 года группой Крота была вскрыта пещера Тавровая. Пройдя в конце точильного рва шурф глубиной 4 метра и пробив известняковый козырек, участники попали в штрек, перекрытый с одной стороны обвалом, а с другой - полностью забутованный. Е. Симкин и Е. Снетков за один час разобрали забутовку и вышли в каменоломню Тавровая. Участники вскрытия: П. Николаев (Крот), Е. Симкин (Мики), Ю. Шаронов (Носорог), С. Кузнецов (Масляный), А. Селезнев (Клякса), Евг. Снетков.  7.12.1986 из грота Дядя Сэм была вскрыта система Лукоморье; Ник. Чеботаревым из спелеосекции МГУ, А. Новиковым (Шурик) и Хенком Малым для этого был пройден в забутовке ход около 20 метров.

## Топосъемки
```
1. Прокофьев Игорь (ГКС). Независимая топа части каменоломни. 1960-е или конец 1970-х гг.
2. Гужва Радик. Съемка Курьей шагами и компасом. 1979?.
3. "
Вятчин Андрей.
" Независимая топа Курьей. Отснято 2/3 системы. 1978-80 гг.
4. Вятчин А. Независимая топа Тавровой. М: 1:500 1982.
5. Корольков А.(Штурман). Обрисовка всей системы. Сер. 1990-х.
6. Неизвестный автор. Независимая топа. М: 1:1000.
7. (Штирлиц). Независимая топа. Конец  90-х.
8. Парфенов Андрей. (Маркшейдер). Независимая  топа. М: 1:500 и 1:1000,  2002 г.
9. Схема. Автор неизвестен (возможно А. Максимович?). Есть вариант с обработкой Маркшейдера.
10. "
Кеворков Андрей (Megas).
" Комп. обработка карты Вятчина, с навигацией. 2002 г.
11. "
группа Космопоиск 
". Глазомерная обрисовка.
12. "
Иващенко Сергей (Таксист).
" Обрисовка с компасом. 2010-11 гг.
13. "
Съемка спелеоклуба "13 мм" (Дегтярев Александр и др.)
", лазерная съемка, 2010-11 гг.
```

## См.также
- Подмосковные каменоломни